# Fujioka
Fujioka (藤岡市 Fujioka-shi?) es una ciudad en la prefectura de Gunma, Japón, localizada en la parte central de la isla de Honshū, en la región de Kantō. Tenía una población estimada de 62 608 habitantes el 1 de marzo de 2021 y una densidad de población de 347 personas por km².

## Geografía
Fujioka está localizada en el parte sur de la prefectura de Gunma, limitando al sur y sureste con la prefectura de Saitama, al norte con la ciudad de Takasaki y los pueblos de Tamamura y Kanra, al oeste con Shimonita y al suroeste con Kanna.

## Historia
Durante el período Edo, el área actual de Fujioka era parte de la provincia de Kōzuke bajo el control directo del shogunato Tokugawa. Después de la Restauración Meiji, y con la creación del sistema de municipios, el 1 de abril de 1889 los pueblos de Fujioka y Onishi, y las villas de Kanna, Ono, Midori, Mikuri, Hirai, Hino y Sanbagawa fueron asignadas al distrito de Midorino y la villa de Mihara al distrito de Minamikanra dentro de la prefectura de Gunma. El 1 de abril de 1954 Fujioka se fusionó con las villas de Kanna, Ono, Midori y Mikuri y fue elevada al estatus de ciudad, y el 1 de marzo de 1955, se anexionó los pueblos vecinos de Hirai y Sanbagawa. El 1 de enero de 2006 la villa Onishiage se fusionó con la ciudad de Fujioka.

## Demografía
Según los datos del censo japonés, la población de Fujioka ha incrementado en los últimos 60 años.
| Gráfica de evolución demográfica de Fujioka entre 1940 y 2015    |                                                                  |
| ---------------------------------------------------------------- | ---------------------------------------------------------------- |
| Gráfico no disponible temporalmente debido a problemas técnicos. |                                                                  |
| Oficina de Estadística de Japón                                  |                                                                  |
|                                                                  | Gráfico no disponible temporalmente debido a problemas técnicos. |

## Ciudades hermanas
Fujioka está hermanada tiene tratado de amistad con:
- Hakui, Japón;[9]
- Jiāngyīn, China, desde el 28 de abril de 2000;[10]
- Regina, Canadá, desde el 3 de agosto de 2019.[11][12][13]